# Gleichschaltung

Anche se i tradizionali stati tedeschi non furono formalmente aboliti (ad eccezione della Città libera di Lubecca), i loro diritti costituzionali e la loro sovranità furono erosi e infine cancellati. La Prussia si trovava già sotto il controllo del governo centrale quando Hitler prese il potere, e rimase in queste condizioni fino al 1945.

Il termine Gleichschaltung (AFI: /ˈɡlaɪçʃaltʊŋ/, ; variamente traducibile come "allineamento", "uniformazione", "sincronizzazione", "coordinamento" o anche "messa in riga") è una parola della lingua tedesca utilizzata per descrivere il processo collettivista compiuto dal regime nazionalsocialista tedesco del XX secolo per esercitare un controllo totale sull'individuo attraverso la coordinazione di tutti gli aspetti della società, della politica e del commercio. 
Il maggior obiettivo della Gleichschaltung fu di orientare il pensiero di ogni cittadino tedesco in una direzione compatibile con l'ideologia ufficiale del Partito, eliminando ogni forma di individualismo.

## Politica e istruzione
Il desiderio del Partito nazista di avere un controllo totale sui cittadini richiese l'eliminazione di ogni altra forma di influenza: il periodo tra il 1933 ed il 1937 venne caratterizzato dall'eliminazione sistematica di ogni organizzazione contraria al regime che avrebbe potuto potenzialmente influenzare il popolo. I partiti politici avversari vennero banditi, le associazioni di categoria smembrate e fatte confluire all'interno di corrispondenti organizzazioni naziste.
Le strutture che il Partito non poté eliminare, come le scuole, passarono – spesso con la collaborazione attiva degli insegnanti – dal controllo statale a quello nazista ed in breve tempo divennero un potente strumento di allineamento per la gioventù tedesca.

## Religione
Le Chiese cattolica e protestante, percepite dal Partito come potenziali avversari morali, vennero messe a tacere, seppure con risultati parziali. La chiesa cattolica, legata all'obbedienza al pontefice romano, subì probabilmente minori influenze; la chiesa protestante, divisa in diverse confessioni religiose, venne parzialmente allineata attraverso la creazione della Chiesa protestante del Reich diretta da Ludwig Müller che fece propria l'ideologia nazista di "cristianesimo positivo", violentemente antisemita. Nel 1935, al fine di coordinare meglio la Gleichschaltung delle Chiese, venne creato un Ministero per gli Affari Ecclesiastici (Reichsministerium für die kirchlichen Angelegenheiten) diretto da Hanns Kerrl.

## Società ed economia
Il processo di Gleichschaltung incluse la formazione di organizzazioni, l'iscrizione alle quali era obbligatoria, dedicate a diversi segmenti della popolazione, in particolar modo alla gioventù che il Partito considerava più facilmente allineabile al nuovo ordine nazista. I ragazzi erano inquadrati nella Jungvolk dai 6 ai 14 anni quando passavano alla Hitlerjugend, la gioventù hitleriana. Raggiunti i 18 anni i ragazzi entravano a far parte del Reichsarbeitsdienst (servizio di lavoro obbligatorio) e successivamente nelle forze armate. Similmente le ragazze entravano a far parte delle Jungmädel tra i 10 e i 14 anni per poi passare alle Bund Deutscher Mädel fino all'età di 21 anni. Al raggiungimento dei 18 anni le ragazze, inquadrate nel Landjahr, servivano per un anno di lavoro in campagna. 
Per i lavoratori venne creata un'organizzazione ricreativa onnicomprensiva chiamata Kraft durch Freude ("forza attraverso la gioia"). Tutte le associazioni ricreative precedenti vennero incluse in questa organizzazione e di conseguenza sottoposte al controllo del Partito. La Kraft durch Freude promosse viaggi vacanza di vario genere a costi popolari ed arrivò con i suoi circa 25 milioni di membri ad essere la più grande organizzazione creata dai nazisti.